# 西多塞平
西多塞平（开发代码：P-4599，也称为顺式-多塞平，cis-doxepin，或(Z)-多塞平，(Z)-doxepin）是一种含氮有机化合物，化学式为C19H21NO，属于三环类抗抑郁药，与多塞平是顺反异构体，1960年代开发，从未上市销售。